# Jean-Baptiste Thillaie Delaborde
 (juillet 2019).
Si vous disposez d'ouvrages ou d'articles de référence ou si vous connaissez des sites web de qualité traitant du thème abordé ici, merci de compléter l'article en donnant les références utiles à sa vérifiabilité et en les liant à la section « Notes et références ».
Jean-Baptiste Thillais Delaborde (ou de Laborde, De Laborde, de La Borde, De La Borde, aussi Thillais et Thillaès ; 9 juin 1730 - fin janvier 1777) était un physicien, mathématicien et prêtre jésuite français.

## Biographie
Il est né à Nevers et a commencé son noviciat dans la Compagnie de Jésus le 26 septembre 1745. Vers 1755, il enseignait la rhétorique à Amiens. Il passa la troisième année de son noviciat en 1762 à Rouen. Il a passé plusieurs années à Poznań, puis à La Collancelle où il a servi en tant que prêtre jusqu'à sa mort.

## Travaux
Il était l'auteur du livre intitulé Le Clavessin électrique avec une nouvelle théorie du méchanisme et des phénomènes d'autonomie (Paris, 1761) dans lequel il décrivait le deuxième instrument de musique électrique le plus ancien, le clavecin électrique. Delaborde a construit un modèle de travail de son instrument innovant et des performances organisées. Cependant, même si la presse était favorable au clavecin électrique, il ne fut jamais développé plus avant et fut rapidement oublié. Le modèle original construit par Delaborde est conservé à la Bibliothèque nationale de France.